# مشروع الولاية الحرة
مشروع الولاية الحرة (FSP) هو حركة هجرة سياسية تأسست سنة 2001 لحشد ما لا يقل عن 20,000 من الليبرتاريين، وحثّهم على الانتقال إلى ولاية واحدة منخفضة السكان، اختيرت ولاية نيوهامشير سنة 2003، بهدف جعل هذه الولاية معقلًا للأفكار الليبرتارية. يشير رئيس اتحاد نيوهامشير، إلى أن مشروع الولاية الحرة ليس حزبًا سياسيًا، بل منظمة غير ربحية.
يوقع المشاركون في المشروع بيانًا القصد منه التعهد بأنهم يعتزمون الانتقال إلى ولاية نيوهامشير في غضون خمس سنوات من الاشتراك في الحملة، التي بلغ عدد المشاركين فيها بالفعل 20,000 مشارك، ويُعد هذا البيان آلية لضمان الالتزام بالتعهد. اعتبارًا من فبراير 2016، فإن 20,000 شخص وقّعوا على بيان النية وأدرج 1909 شخص على موقع المشروع على الإنترنت، بوصفهم المنتقلين الأوائل للسكن في ولاية نيوهامشير. في انتخابات 2012، انتُخِب ما يقرب من 12 عضو من أعضاء المشروع لعضوية مجلس النواب في ولاية نيوهامشير المؤلف من 400 عضو، في حين انتُخِب 18 عضوًا من أعضاء المشروع في انتخابات 2014.
يُعد مشروع الولاية الحرة حركة اجتماعية مبنية عمومًا على اللا مركزية في صنع القرار. وتستضيف المجموعة أحداثًا مختلفة، إلا أن معظم أنشطتها تعتمد على المتطوعين، ولا توجد خطة رسمية تملي على المشاركين أو الأعضاء المنتقلين ما ينبغي أن تكون عليه أعمالهم في ولاية نيوهامشير.

## هدف المشروع
بيان المشروع المعتمد سنة 2005:
مشروع الولاية الحرة هو اتفاق بين 20,000 ناشط مؤيد للحرية للانتقال إلى نيوهامشير، حيث سيبذلون كامل جهدهم العملي لخلق مجتمع يكون فيه أقصى دور للحكومة هو حماية الحياة والحرية، وقد يؤدي نجاح المشروع إلى خفض الضرائب والتنظيم، وإصلاحات على جميع المستويات الحكومية لتوسيع الحقوق الفردية والأسواق الحرة، واستعادة الفيدرالية الدستورية، وشرح مزايا الحرية لسائر الأمة والعالم.
«الحياة والحرية والملكية» هي الحقوق المذكورة في إعلان أكتوبر 1774، وذُكرت في المؤتمر القاري الأول في المادة 12 من دستور ولاية نيوهامشير.

للمشاركة في مشروع الولاية الحرة، يُطلب من الشخص الموافقة على بيان النية: 
«أعلن بموجب هذه الوثيقة الرسمية عزمي على الانتقال إلى ولاية نيوهامشير خلال 5 سنوات، إذ وقع 20,000 مشترك على هذا البيان أيضًا. سأبذل قصارى جهدي العملي نحو خلق مجتمع يكون فيه أقصى دور للحكومة هو حماية حياة الأفراد وحرياتهم وممتلكاتهم».  
المشروع مفتوح للأشخاص بعمر 18 عامًا فأكثر، ولا تُشترط الجنسية الأمريكية. الأشخاص الذين يروجون للعنف والعنصرية والكراهية أو التعصب الأعمى غير مُرحب بهم في المشروع.

## التاريخ
أسس مشروع الولاية الحرة سنة 2001 جيسون سورينس، طالب الدكتوراه في جامعة ييل. نشر سورينس مقالًا في مؤسسة ليبرتارية يسلط الضوء على فشل الليبرتاريين في انتخاب أي مرشح لمنصب فيدرالي، معلنًا توجهه الانفصالي، داعيًا إلى الرد عليه باهتمام. في مقال لاحق تراجع سورينس عن الانفصال، إذ إنه ليس من مبادئ المشروع منذ ذلك الوقت. ذكر سورينس أن الانتقال هو تقليد أمريكي للهجرة السياسية. الذي يشمل مجموعات المورمون في ولاية يوتاه، ومجتمعات الأميش الدينية، ومجتمع «جيمستاون سفنتي». وتوجد محاولات سابقة للتأثير في سياسة ولايات معينة بواسطة الهجرة المتعمدة.
بدأت المنظمة دون تحديد ولاية معينة. بدأ استعراض الولايات مع تضييق نطاق البحث ضمن الولايات التي يقل عدد سكانها عن 1.5 مليون نسمة، والتي يقل مجموع الإنفاق فيها عام 2000 للحزبين الديمقراطي والجمهوري عن 5.2 مليون دولار، وهو إجمالي إنفاق الحزب الليبرتاري في العام نفسه، استُبعدت ولايتا هاواي ورود آيلاند من القائمة لميلهم إلى الحكومة المركزية.
في سبتمبر 2003، عُقِد تصويت لاختيار الولاية، وصوتَ المشاركون بطريقة كوندورسيه الانتخابية للحد الأدنى والأقصى. فازت ولاية نيوهامشير بنسبة %57 من الأصوات، وجاءت ولاية وايومنغ في المرتبة الثانية بنسبة %43. شملت قائمة الولايات المرشحة ألاسكا وديلاوير وأيداهو ومين ومونتانا وداكوتا الشمالية والجنوبية. اختيرت نيوهامشير لاعتقاد أن الثقافة الفردية المتصورة عن الولاية لها صدى جيد قد يتناغم مع المُثُل الليبرتارية. مع ذلك، أثار بعض سكان الولاية انتقادات لمشروع الولاية الحرة، إذ شعروا بالقلق إزاء الضغوط السكانية ومعارضة زيادة الضرائب. استجاب بعض الجمهوريين للمشروع بطريقة أكثر إيجابية.
في ديسمبر 2012، قالت النائبة الديمقراطية عن الولاية سينثيا تشيس إن «أعضاء مشروع الولاية الحرة هم أكبر تهديد فردي تواجهه الولاية اليوم. لا يوجد من الناحية القانونية ما يمكننا فعله لمنعهم من الانتقال إلى هنا، وهو هدفهم المُعلن صراحةً. إذ إنه في هذا البلد، يمكنك الانتقال إلى أي مكان تختاره، ولديهم هذا الحق. ما يمكننا فعله هو جعل البيئة هنا غير مضيافة ومرحبة بهم لدرجة أن البعض منهم سيختار عدم القدوم إلى هنا، والبعض قد يغادر الولاية بالفعل. ومن سُبل فعل ذلك تمرير إجراءات من شأنها تقييد «الحريات» التي يعتقدون أنهم سيجدونها هنا».
سنة 2012، تقدمت إدارة شرطة كونكورد بطلب للحصول على 258 ألف دولار في هيئة تمويل حكومي فيدرالي لشراء مدرعة من طراز «لينكو بيركات» للحماية من الهجمات الإرهابية، أو أعمال الشغب، أو حوادث إطلاق النار. جاء في الطلب: «إن مجموعات سياسية مثل حركة المواطن المستقل، ومشروع الولاية الحرة، وحركة احتلال نيوهامشير، تمثل تحديات يومية نشطة وفاعلة». وكانت المنحة من وزارة الأمن القومي في الولايات المتحدة ناجحة، ووافق مجلس مدينة كونكورد بالإجماع على المنحة بعد أن نُقح الطلب بحذف الإشارة إلى تلك الحركات السياسية.
في سبتمبر 2014، صرح المرشح الجمهوري لمجلس الشيوخ عن ولاية نيوهامشير، العضو السابق في مجلس الشيوخ عن ولاية ماساتشوستس، أن حملته تحتاج إلى دعم «أعضاء مشروع الولاية الحرة»، صرح بذلك في آخر دقيقة ليختم بها المناظرة التلفزيونية للمتنافسين على عضوية مجلس الشيوخ عن ولاية نيوهامشير.
في فبراير 2016، أعلن مشروع الولاية الحرة عبر وسائل الإعلام الاجتماعية أن 20,000 شخص قد وقعوا على بيان المشروع. وفي مؤتمر صحفي لاحق، أعلنت رئيسة مشروع الولاية الحرة كارلا جيركي رسميًا أن عملية الانتقال قد بدأت، وأنه من المتوقع أن يلتزم الموقعون بتعهدهم. وستحول المنظمة تركيزها من حشد الموقّعين إلى تشجيعهم على الانتقال إلى نيوهامشير، إذ يشير أعضاء المشروع الآن إلى أنهم «يريدون 20,000 منتقل إلى ولاية نيوهامشير».

## نشاط المشروع
المشروع غير متحالف مع أي حزب سياسي، وليس له موقف رسمي مع أي قضايا أو مرشحين، أو ضدهم. ويتلقى التمويل من مانحين فرديين مهتمين بالانتقال بوصفهم أعضاء بالمشروع أو مهتمين بحضور الأحداث السنوية. التبرعات معفاة من الضرائب لأن المشروع هو منظمة تعليمية غير ربحية معفاة من الضرائب، تندرج تحت الفئة 501 (سي) (3). ما يؤثر في جميع التبرعات منذ 20 يوليو 2009.

## النشاط الانتخابي
لا ينحاز مشروع الولاية الحرة إلى حزب سياسي وليس له موقف رسمي يدعم أو يعارض أي قضية أو مرشحين. يتلقى المشروع تمويله من متبرعين أفراد مهتمين بالانتقال ضمن البرنامج أو حضور إحدى المناسبات السنوية. مشروع الولاية الحرة منظمة تعليمية غير ربحية معفاة من الضرائب، تندرج تحت الفئة 501 (سي) (3)، وبالتالي فإن جميع التبرعات منذ 20 يوليو 2009 معفاة من الضرائب.
انتُخب الكثير من المنتقلين الأوائل ليصبحوا أعضاء في مجلس نواب نيو هامبشير المكون من 400 عضو. في عام 2006، أصبح جويل وينترز أول شخص معروف من المنتمين إلى مشروع الولاية الحرة منتخب، وترشح بصفة ديمقراطي. انتُخب مجددًا في عام 2008 وخسر في عام 2010.
في عام 2010، انتخب 12 من المنتمين إلى المشروع في مجلس نواب نيو هامبشير، وجميعهم جمهوريون. وفي عام 2012، انتخب 11 آخرين. في عام 2012، كتب المشاركون المنتخبون وأقروا مشروع قانون مجلس النواب رقم 418 الذي يطلب من وكالات الدولة النظر في البرمجيات مفتوحة المصدر وصيغ البيانات عند إجراء عمليات الاستحواذ؛ ومع ذلك، توقف مشروع القانون في مجلس الشيوخ.
في عام 2014، انتخب 18 من المنتمين للمشروع. وفي عام 2016، انتخب 15 من أصل 32 مرشحًا من مرشحي الولاية الحرة.

### المناسبات السنوية
ينظم مشروع الولاية الحرة حدثين سنويين في نيو هامبشير:
- منتدى الحرية في نيو هامبشير، وهو حدث على هيئة مؤتمر يضم مجموعة واسعة من المتحدثين والعشاءات والأحداث.[34]
- مهرجان النيص للحرية أو «بوركفيست»، وهو مهرجان صيفي مدته أسبوع يقام في مخيم. وصفه أستاذ الفلسفة التحررية رودريك لونغ بأنه «مثل وودستوك للناس العقلانيين».[35]

## الاستجابة
في 17 فبراير 2006، أعرب الاقتصادي والتر بلوك علنًا عن دعمه لمشروع الولاية الحرة ونُقل عنه قوله:
«أنتم أيها الناس تقومون بعمل الرب. مشروع الولاية الحرة واحد من أحدث الأفكار العملية لتعزيز الحرية التي خرجت من الحركة التحررية في العقود القليلة الماضية. عسى تنجحون أكثر مما في أجمل أحلامكم، وتظهرون بذلك بطريقة عملية جديدة فوائد الحرية وبركاتها».
تحدث جيفري تاكر عن تجاربه في منتدى الحرية في نيو هامبشير في ناشوا، قائلًا: «إذا كنت على استعداد للنظر أبعد من التغطية الإعلامية الرئيسية للسياسة الأميركية، يمكنك العثور على أنشطة مشوّقة ومثيرة للاهتمام تنهض رغم الضغط والتصويت والرشوة والفساد».
أيد رون بول وغاري جونسون المشروع. في عام 2010، أيد لو روكويل من معهد ميزس المشروع وأشار إلى مدينة كين، نيو هامبشير بأنها «العاصمة الشمالية للحرية». في عام 2011، قال بيتر شيف إنه فكر في الانتقال في مرحلة ما.
يجادل النقاد بأن مشروع الدولة الحرة «متطرف»، «خيالي»، أو أن أصحابه «يتمادون» في السعي لتقييد الحكومة. أثار المشروع انتقادات من بعض سكان نيو هامبشير القلقين بشأن الضغط السكاني ومعارضة زيادة الضرائب.
في ديسمبر 2012، قالت ممثلة الولاية سينثيا تشيس (ديمقراطية-كين): «الولاية الحرة أكبر تهديد تواجهه الولاية اليوم. ومن الناحية القانونية، لا يمكننا أن نفعل شيئًا لمنعهم من الانتقال إلى هنا والاستيلاء على الولاية، وهو هدفهم المعلن بوضوح. في هذا البلد يمكنك الانتقال إلى أي مكان تختاره ولديهم الحق نفسه. ما يمكننا فعله هو جعل البيئة هنا لا ترحب بهم لدرجة تجعل بعضهم يختار عدم المجيء، وربما يغادر [الموجودون] بالفعل. من الطرق الممكنة تمرير التدابير التي من شأنها تقييد «الحريات» التي يعتقدون أنهم سيجدونها هنا».